# Catharine Pendrel
Catharine Pendrel (* 30. September 1980 in Fredericton) ist eine ehemalige kanadische Mountainbikerin, die vorrangig im Cross-Country aktiv war.

## Sportlicher Werdegang
Bevor Pendrel zum Radsport kam, war sie eine konkurrenzfähige Reiterin. Zum Mountainbikesport kam sie mit 16 Jahren durch ihren Bruder Geoff. Ihren ersten internationalen Wettkampf hatte sie bei den UCI-Mountainbike-Weltmeisterschaften 2004 in Les Gets, den sie als 47. beendete. Ihre Erfolgsserie begann im Jahr 2007 mit einem Sieg bei den Panamerikanische Spielen im Cross-Country, im Jahr 2008 gewann sie ein Rennen des UCI-Mountainbike-Weltcup. Bei den Olympischen Sommerspielen 2008 verpasste sie die Bronzemedaille nur um wenige Sekunden.
Im Jahr 2010 gewann sie erstmals die Weltcup-Gesamtwertung im Cross-Country, es folgten zwei weitere Siege in den Jahren 2012 und 2016. 2011 wurde sie in Champéry Weltmeisterin, 2014 konnte sie den Erfolg wiederholen. Nach Platz 9 bei den Olympischen Sommerspielen 2012 gewann sie bei den Olympischen Sommerspielen 2016 die Bronzemedaille hinter Jenny Rissveds und Maja Włoszczowska.
Parallel zum Mountainbikesport startete Pendrel in der Wintersaison im Cyclocross bei Rennen auf dem amerikanischen Kontinent, u. a. auch im UCI-Cyclocross-Weltcup und erzielte regelmäßig Top-10-Platzierungen. In den Jahren 2014 und 2015 gewann sie die Landesmeisterschaften im Cyclocross.
Im September 2020 wurde bekannt, dass Pendrel ihr erstes Kind erwartet, im Januar 2021 kam ihre Tochter zur Welt. 2021 kehrte sie noch einmal als Aktive zurück und nahm neben Weltcup und Weltmeisterschaften zum vierten Mal an den Olympischen Sommerspielen teil und belegte im Cross-Country den 18. Platz.

## Ehrungen
Im Jahr 2012 wurde Pendrel mit der Queen Elizabeth II Diamond Jubilee Medal ausgezeichnet.
Von der Canadian cycling publication wurde Pendrel Ende 2019 als Kanadas „Radsportler des Jahrzehnts“ geehrt.

## Erfolge
| 2008 - ein Weltcup-Sieg – XCO 2009 - Weltmeisterschaften – Staffel XCR - Kanadische Meisterin – XCO - ein Weltcup-Sieg – XCO 2010 - Kanadische Meisterin – XCO - zwei Weltcup-Siege – XCO - Gesamtwertung UCI-MTB-Weltcup – Cross-Country 2011 - Weltmeisterin – XCO - Kanadische Meisterin – XCO - drei Weltcup-Siege – XCO 2012 - Kanadische Meisterin – XCO - drei Weltcup-Siege – XCO - Gesamtwertung UCI-MTB-Weltcup – Cross-Country 2013 - Kanadische Meisterin – Cyclocross | 2014 - Weltmeisterin – XCO - Commonwealth Games – XCO - Kanadische Meisterin – XCO - Kanadische Meisterin – Cyclocross - ein Weltcup-Sieg – XCO 2015 - Panamerikanische Meisterschaften – XCO - Kanadische Meisterin – XCO - US Cup - Colorado Springs (HC) 2016 - Olympische Spiele – XCO - ein Weltcup-Sieg – XCO - Gesamtwertung UCI-MTB-Weltcup – Cross-Country 2017 - Windham Pro GRT/XCT (HC) 2018 - Swiss Epic (mit Haley Smith) |